# Urmia
Urmia, Oermia, Urmiye of Oroemije (Perzisch: ارومیه, Aramees: ܐܘܪܡܝܐ, Urmia) is een stad in Noordwest-Iran. De stad ligt vlak bij de grenzen van Iran met Turkije en Irak. De stad is de hoofdstad van de provincie Āz̄arbāyjān-e Gharbī en ligt op de westoever van het Urmiameer. Het aantal inwoners bedraagt 667.000 (2011).
Urmia ligt 596 km ten noordwesten van Teheran en 17 km van de westelijke oever van het Urmiameer, op de weg tussen Khoy en Salmas naar Naghadeh en Piranshahr.
In de stad wonen veel Azerbeidzjanen maar ook Koerden, Armeniërs, Perzen en Assyriërs.
De stad beschikt over een luchthaven.

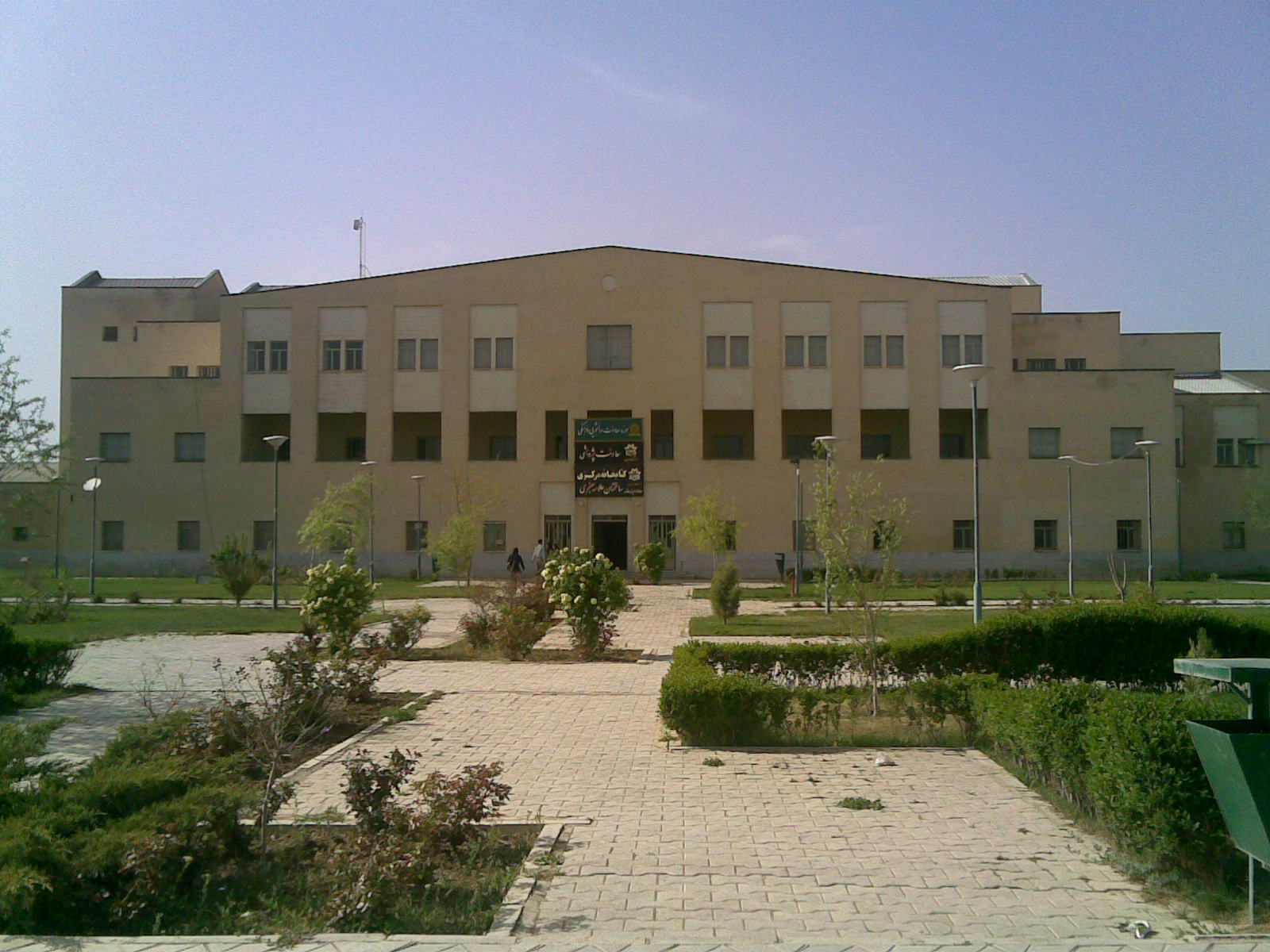
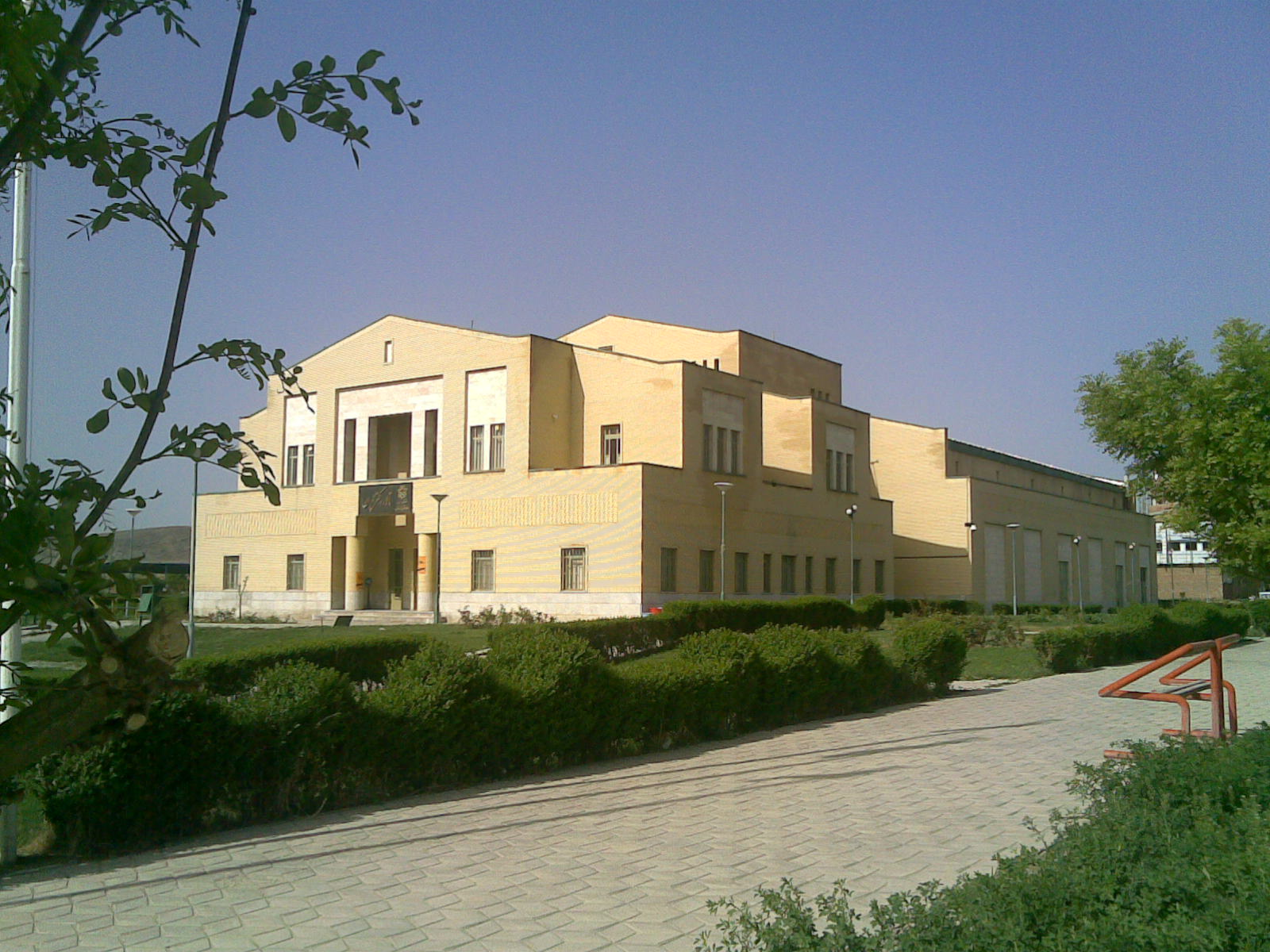
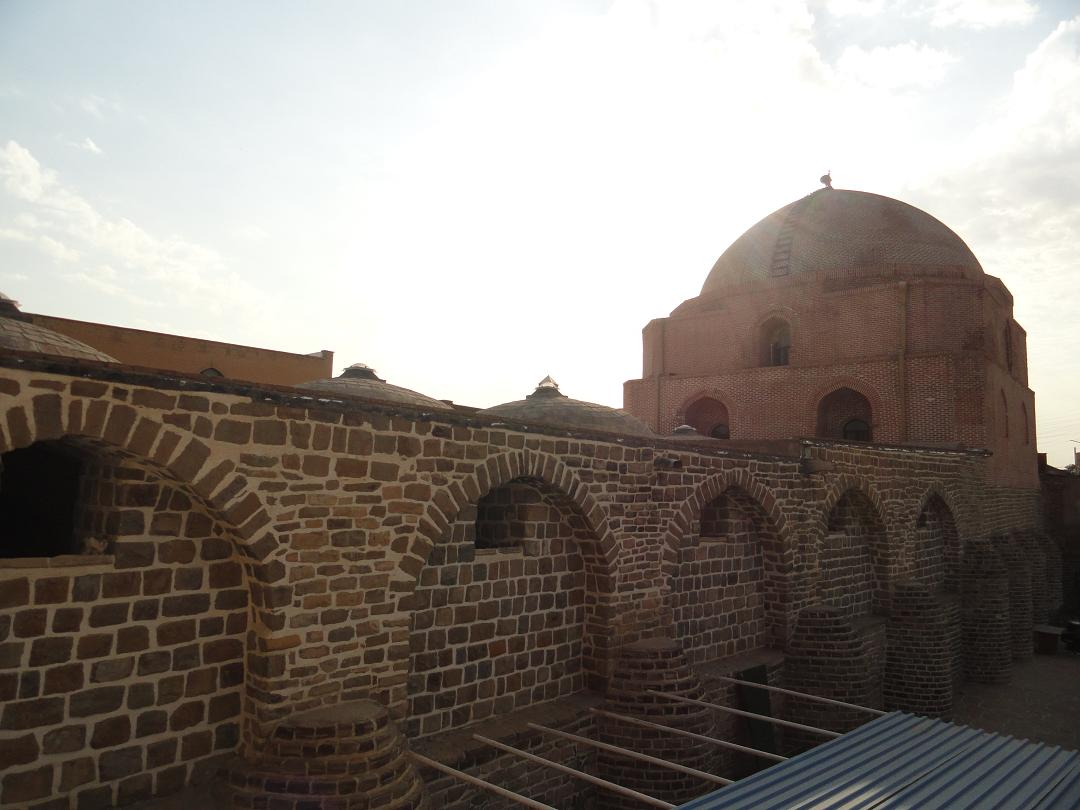
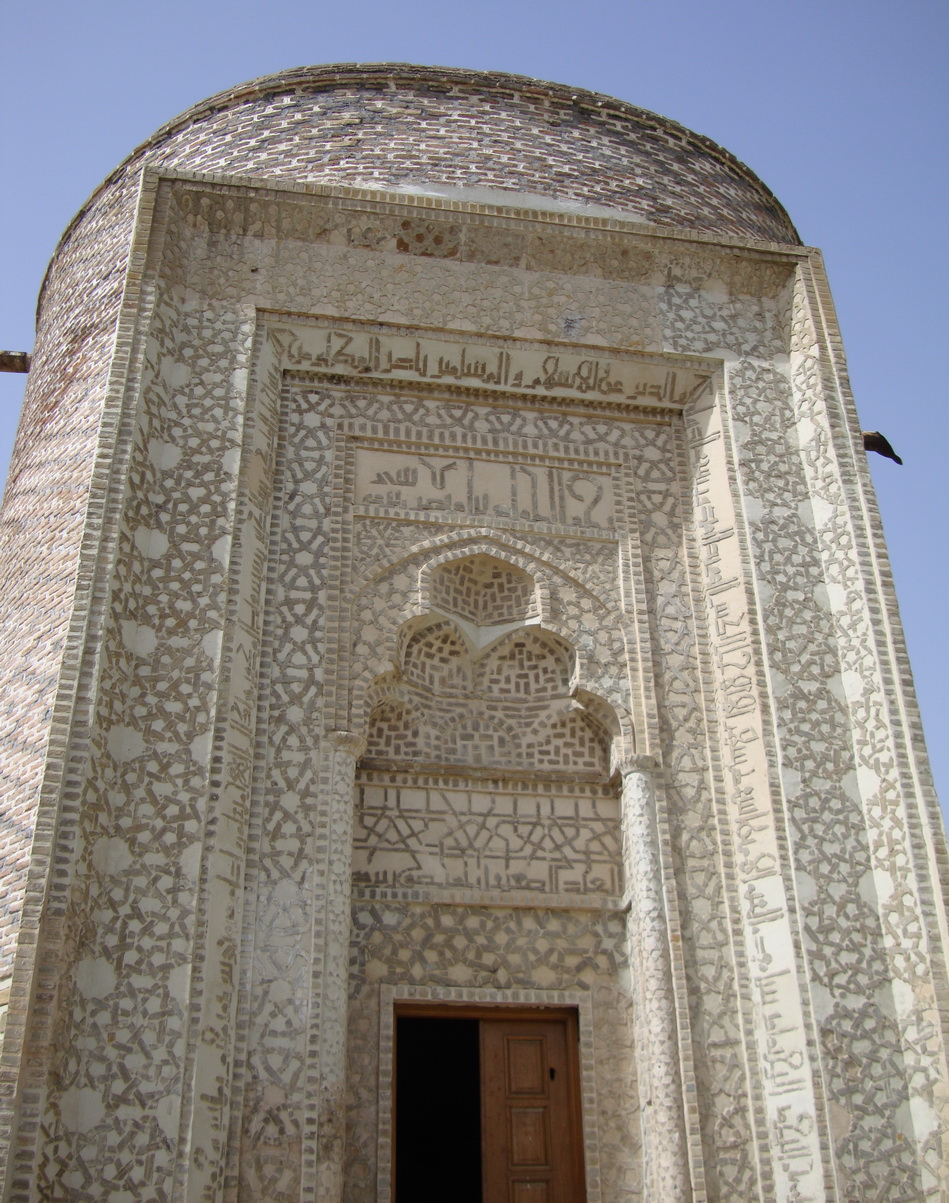